# Phát triển bán hàng
Phát triển bán hàng là một tổ chức nằm giữa chức năng tiếp thị và bán hàng của một doanh nghiệp và chịu trách nhiệm trước về chu kỳ bán hàng: xác định, kết nối với và các khách hàng tiềm năng đủ điều kiện. Nói một cách đơn giản, tổ chức này có nhiệm vụ thiết lập các cuộc họp đủ điều kiện giữa nhân viên bán hàng và người mua tiềm năng có xác suất mua sản phẩm cao. Khách hàng tiềm năng đáp ứng tiêu chí này được gọi là Khách hàng Đủ tiêu chuẩn (SQL). Khi khách hàng tiềm năng được xác định là đủ điều kiện, họ sẽ được chuyển cho nhân viên bán hàng, thường là Giám đốc khách hàng, người nắm quyền lãnh đạo và thực hiện phần còn lại của quy trình bán hàng.

## Lịch sử